# Berino, New Mexico
Berino, New Mexico (енгл. Berino) насељено је место без административног статуса у америчкој савезној држави Њу Мексико.

## Демографија
По попису из 2010. године број становника је 1.441.
| Група             | 2000.    | 2010.         |
| Белци             | 0 (0,0%) | 21 (1,5%)     |
| Афроамериканци    | 0 (0,0%) | 9 (0,6%)      |
| Азијати           | 0 (0,0%) | 0 (0,0%)      |
| Хиспаноамериканци | 0 (0,0%) | 1.418 (98,4%) |
| Укупно            | 0        | 1.441         |